# 羅蘭 (作家)
- 關於與羅蘭同名或類似的条目名，請見「羅蘭」。

羅蘭（1919年10月10日—2015年8月29日） ，本名靳佩芬，河北寧河人，臺灣廣播音樂節目名主持人、作家。

## 生平
民國八年生於河北寧河縣蘆台鎮北街薊運河的靳向善堂，父親為久大精盐公司職員，母親來自渤海某漁村。小學就讀於久大精盐的子弟學校。1931年就讀河北省立女子師範學院（今河北師範大學）。同窗有張秀亞、王怡之。先後因避禍九一八事件及學校安排住讀學生暫住租借地，令她在求學之餘得體會租界的不同風情，在此同時，亦接觸西洋翻譯文學名著及當代流行作品。1936年畢業擔任教職。來台後，1948年開始於臺北新公園的廣播電台工作，次年與新聞工作者朱永丹結婚，婚後隔年任職臺灣電台大陸部。1959年，開始使用「羅蘭」為筆名在廣播與報刊發表散文小品，後以《羅蘭小語》等系列聞名。
因她44歲才出版第一部散文集《羅蘭小語》，被稱為「屬於秋天的作家」。
1969年以《羅蘭散文》獲第四屆中山文藝獎散文獎項。1970年應美國國務院邀請赴美訪問。1979年獲教育部社會教育獎，及愛書人倉頡獎。1994年第29屆金鐘獎獲廣播金鐘獎。1995年以《歲月沉沙三部曲》獲第二十一屆國家文藝獎的傳記文學類獎。
晚年為阿茲海默病症所苦，2015年6月因肺炎住院，8月29日凌晨因心肺衰竭在台北病逝，享耆壽96歲。

## 作品

### 論述
| 出版日期   | 書籍名稱     | 出版社         |
| 1976年12月 | 《詩人之國》 | 現代關係出版社 |

### 散文

#### 《羅蘭小語》系列
| 出版日期   | 書籍名稱           | 出版社       |
| 1963年7月  | 《羅蘭小語第一輯》 | 文化圖書公司 |
| 1966年1月  | 《羅蘭小語第二輯》 | 文化圖書公司 |
| 1974年10月 | 《羅蘭小語第三輯》 | 自印         |
| 1983年1月  | 《羅蘭小語第四輯》 | 自印         |
| 1987年11月 | 《羅蘭小語第五輯》 | 自印         |

#### 《羅蘭散文》系列
| 出版日期  | 書籍名稱           | 出版社         |
| 1966年8月 | 《羅蘭散文第一輯》 | 文化圖書公司   |
| 1968年1月 | 《羅蘭散文第二輯》 | 文化圖書公司   |
| 1972年1月 | 《羅蘭散文第三輯》 | 現代關係出版社 |
| 1973年6月 | 《羅蘭散文第四輯》 | 現代關係出版社 |
| 1975年9月 | 《羅蘭散文第五輯》 | 現代關係出版社 |
| 1978年4月 | 《羅蘭散文第六輯》 | 現代關係出版社 |
| 1978年5月 | 《羅蘭散文第七輯》 | 現代關係出版社 |

#### 其他散文
| 出版日期   | 書籍名稱                           | 出版社           |
| 1964年     | 《羅蘭答問──愛情篇》               | 文化圖書公司     |
| 1964年1月  | 《生活漫談》                       | 文化圖書公司     |
| 1964年1月  | 《給青年們》                       | 文化圖書公司     |
| 1972年1月  | 《訪美散記》                       | 現代關係出版社   |
| 1980年8月  | 《「歌」與「春及花」》             | 自印             |
| 1980年12月 | 《一千個「你怎麼辦？」──萬象人間》 | 現代關係出版社   |
| 1981年2月  | 《獨遊小記》                       | 九歌出版社       |
| 1981年4月  | 《早起看人間》                     | 世界文物出版社   |
| 1985年9月  | 《生命之歌》                       | 洪範書店         |
| 1990年     | 《雨中的紫丁香》                   | 中國友誼出版公司 |
| 1993年     | 《財富與人生》                     | 中國婦女出版社   |
| 1995年12月 | 《羅蘭信箱》                       | 海天出版社       |
| 2000年2月  | 《飄飛的愛如此飄飛》               | 臺灣交響樂團     |
| 2001年1月  | 《彩繪日記》                       | 天下遠見出版公司 |

### 小說
| 出版日期  | 書籍名稱           | 出版社         |
| 1965年2月 | 《花晨集》         | 現代關係出版社 |
| 1967年1月 | 《羅蘭小說》       | 文化圖書公司   |
| 1968年    | 《綠色小屋》       | 純文學出版社   |
| 1970年    | 《飄雪的春天》     | 純文學出版社   |
| 1973年3月 | 《西風古道斜陽》   | 自印           |
| 1998年    | 《羅蘭短篇小說集》 | 海天出版社     |

### 傳記
| 出版日期  | 書籍名稱           | 出版社       |
| 1995年6月 | 《歲月沉沙三部曲》 | 聯經出版公司 |

### 劇本
| 出版日期  | 書籍名稱         | 出版社         |
| 1982年8月 | 《濟公傳詩歌劇》 | 現代關係出版社 |